# Нащокин, Александр Петрович
Алекса́ндр Петро́вич Нащо́кин (1758—1838) — русский придворный и предприниматель из рода Нащокиных; гофмаршал, тайный советник и действительный камергер; устроитель усадьбы Рай-Семёновское.

## Биография
Родился в 1758 году в семье надворного советника Петра Фёдоровича Нащокина (1733—01.03.1807) и Татьяны Петровны, урождённой Дохтуровой (1738—1798). Кроме сына, у них была дочь Федосия Петровна (1761—1824), которая стала женой князя Николая Алексеевича Волконского (1757—1834). 
Детские годы провел в Москве в родительском доме в приходе Спаса Нерукотворного образа на Божедомке. Будучи человеком состоятельным, П. Ф. Нащокин смог дать своему сыну хорошее образование. Службу он начал при дворе Екатерины II. В 1786 году был пожалован в камер-юнкеры, с 1794 года действительный камергер. При императоре Павле I (с 1799 года) гофмаршал и кавалер ордена Св. Анны I степени, с 1822 года тайный советник.

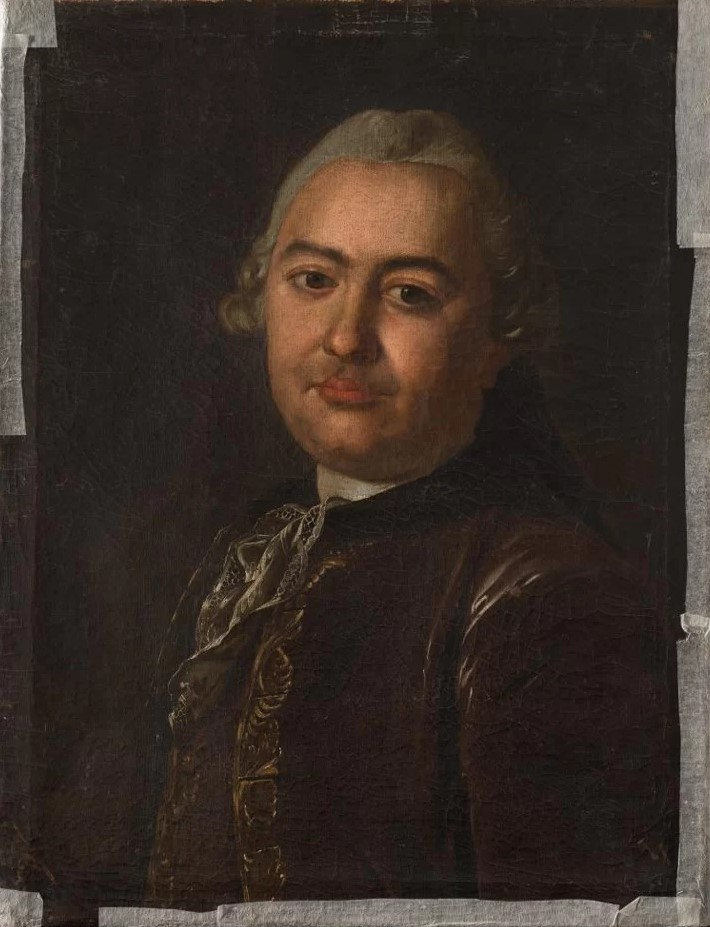
Портрет Петра Федоровича Нащокина. Копия с несохранившегося оригинала Ф.С. Рокотова (?) 1764 г. (?). Неизвестный художник. Последняя треть XVIII века

Исполняя придворные обязанности, Нащокин жил в Петербурге собственном доме на Исаакиевской площади. По словам Д. Свербеева, он был «бойким придворным человеком и ласковым хозяином», позже любил вспоминать о «лучшем времени своей жизни при дворе и о своих заграничных путешествиях». 
С годами престарелый отец Нащокина отошёл от дел и управления имением Рай-Семёновское. Александр Петрович как единственный наследник фактически стал полновластным хозяином усадьбы. Он продолжил дело отца по изучению лечебных свойств воды во всех источниках усадьбы. Химический анализ воды из ключа проводил химик Рейсс. Нащокин решил открыть там курорт, к тому же его финансовое состояние было неважным. Официальной датой открытия первого в России частного курорта считается 1803 год. Там были построены многочисленные отдельные дома для приезжающих, гостиница, трактир, летний театр, больница для неимущих, аптека и роскошно обставленное ванное заведение. 

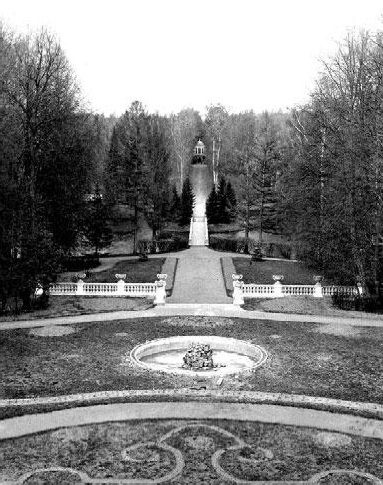
Парк усадьбы Рай-Семёновское

Посетителями курорта были люди светские и многие приятели хозяина. А. П. Нащокин не навещал приезжающих на лечебный курорт, однако, они представлялись ему лично. На них владелец Рай-Семеновского смотрел как на своих личных гостей и старался всячески их развлекать. Среди увеселений был знаменитый нащокинский хор певчих, некоторые из них назывались виртуозами. Певчие обучались собственным капельмейстером Нащокина и были хорошо известны в Москве, да и сам Александр Петрович в прошлом был хороший музыкант. 
В его театре играли крепостные актёры, причём деньги, вырученные от спектаклей, шли театральной труппе и оркестру. 
Несмотря на то, что воды приносили немалый доход, у Нащокина подолгу жили за его счет «старые приятели», которые ни в
чем себе не отказывали. Будучи человеком интеллигентным, редким по образованности и любви к людям, Нащокин не мог выгнать назойливых гостей. Его расходы на содержание курорта были так велики, что к началу 1820-х годов его пришлось закрыть. Несмотря
на это, Нащокин продолжил играть в уезде важную роль. Как прежде его отец, он в 1826–1832 годах был серпуховским предводителем дворянства. 
Продав московский родительский дом на Божедомке, с 1824 года Нащокин жил в собственном доме с флигелями в Мерзляковском переулке, д.7, там же жила его гражданская жена и их дети. Александр Петрович тратил много денег на содержание своей семьи, и жили они по-барски. В ноябре 1833 года в их доме гостил А. С. Пушкин, куда его привез друг П. В. Нащокин. 
В 1834 году над состоянием А. П. Нащокина была учреждена опека, имения и долги были переведены на его сыновей. Избавившись от всех неприятностей, Александр Петрович получал ежегодное пособие в 8 тысяч рублей и жил безбедно, в окружении любви и уважения. Умер в 1838 году и был похоронен в имении Рай-Семёновское в семейной усыпальнице в церкви Спас Нерукотворного образа.

## Семья
С ноября 1786 был женат на Елизавете Семеновне Хвостовой (1771 — до 1810), дочери майора Семена Ивановича Хвостова (1731—1799) и Дарьи Николаевны Матюшкиной (1736—1773), внучки по матери графа Г. П. Чернышёва. По словам современника, Елизавета Семеновна была женщиной необыкновенно любезной и умной, а в молодости была одной из первых петербургских красавиц. Из рождённых ею детей выжило только пятеро:

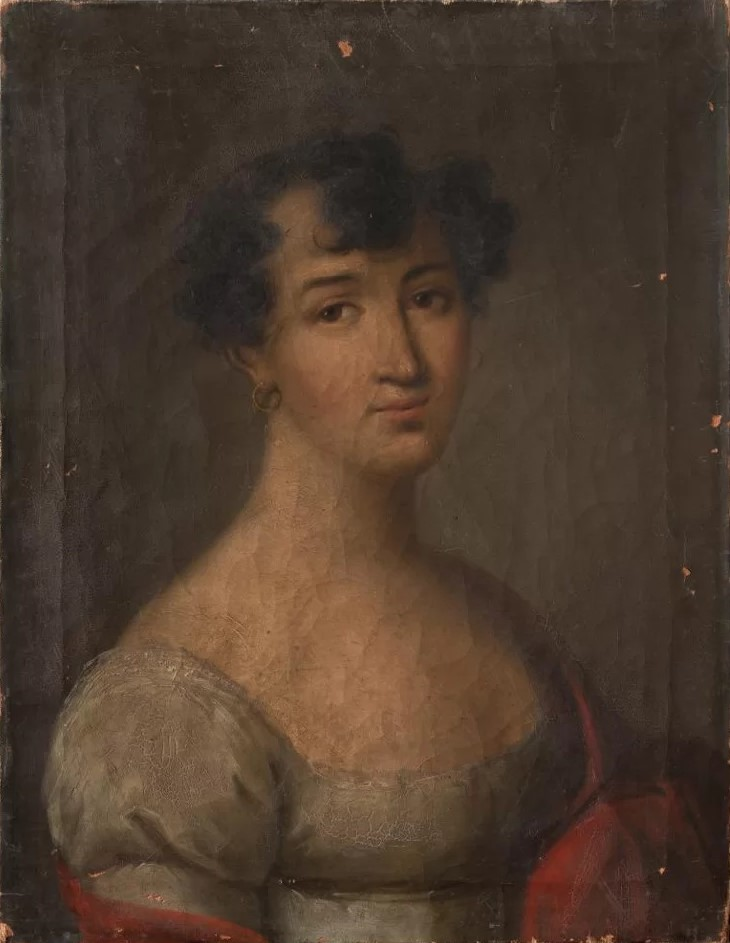
Елизавета Семеновна, жена

- Елизавета Семеновна, женаДарья Александровна (1787—15.03.1828[6]), с 1812 года замужем за вдовцом Владимиром Петровичем Бахметьевым (ум. 1853), пасынком М. С. Бахметьевой. По словам современницы, была «истинной матерью детям мужа, собою была не очень хороша, но преумная, прелюбезная и премилая, характера живого и веселого, и предобрая; умела быть умна, смеялась, шутила, но никогда ни про кого не говорила дурно и всем желала добра, потому что не была завистлива»[7].
- Фёдор Александрович (1789—1813), полковник, участник войны 1812 года, умер от ран в Дрездене[8].
- Пётр Александрович (1793—1864), начал карьеру лейб-кирасиром, служил на Кавказе, адъютант генерала Д. С. Дохтурова. Азартный картёжник и кутила, друг Ф. И. Толстого. С 1838 года владелец Рай-Семёновского, где жил на широкую ногу и увлекался псовой охотой. Женат на Анне Михайловне Еропкиной, их младшая дочь Елизавета (1836—1903) была наследницей имения, с 1852 года замужем за драматургом К. А. Тарновским (1826—1892). Супруги Тарновские были известны в артистической среде Европы. Елизавета Петровна была популярным, особенно в 1860-е годы, композитором; её романсы исполняли многие знаменитости, например, Паулина Лукка, или Аделина Патти[9].
- Семён Александрович (1795—1811)
- Павел Александрович (1798—1843), полковник лейб-гвардии Гусарского полка, адъютант великого князя Михаила Павловича и военного министра А. И. Татищева. Детей после себя не оставил, жена с 1827 года, Екатерина Александровна Алединская (1809—1828), умерла при родах вместе с ребёнком. Был известен в обществе своими любовными похождениями.

От связи с бывшей крепостной, Дарьей Нестеровной Нагаевой (1790—1836?), получившей вольную и причисленной к мещанскому сословию, имел незаконных детей (воспитанников) по фамилии Нарские:
- Вера Александровна (1811—1900), с 1834 года замужем за П. В. Нащокиным (1801—1854), в метрическом свидетельстве записана под фамилией матери — Нагаева.
- Лев Александрович (1816—1842), копиист, актёр и архитектор.
- Михаил Александрович (1818—18..)
- Фёдор Александрович (1826—1905/1906), участник Венгерской кампании и Крымской войны; генерал-майор (1881); генерал-лейтенант (1891).

Дети
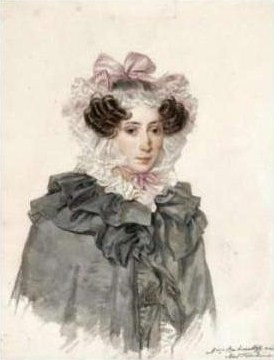
Дарья Александровна, дочь
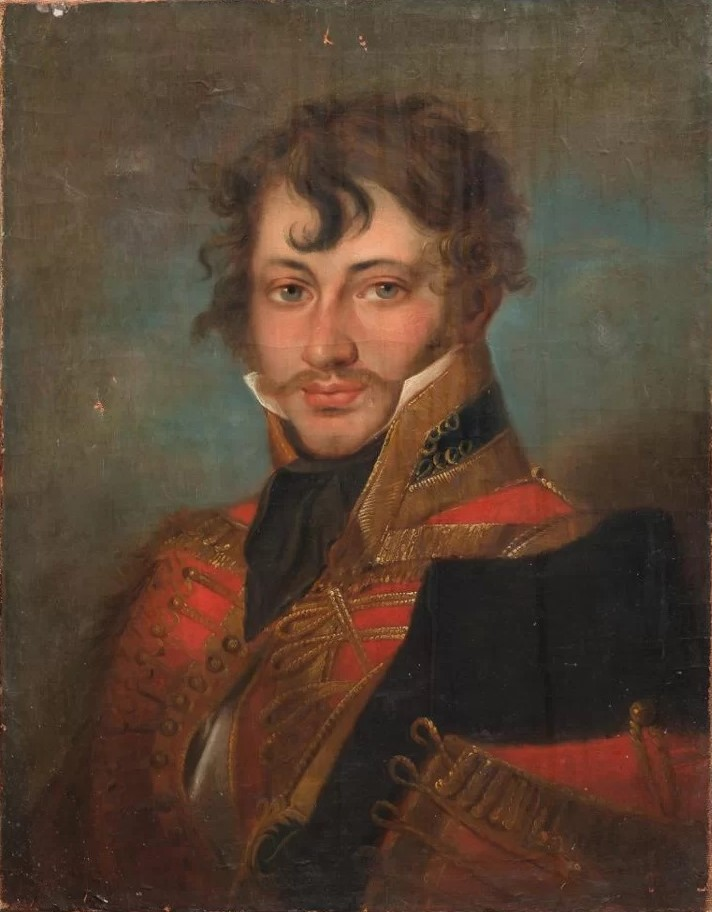
Фёдор Александрович, сын
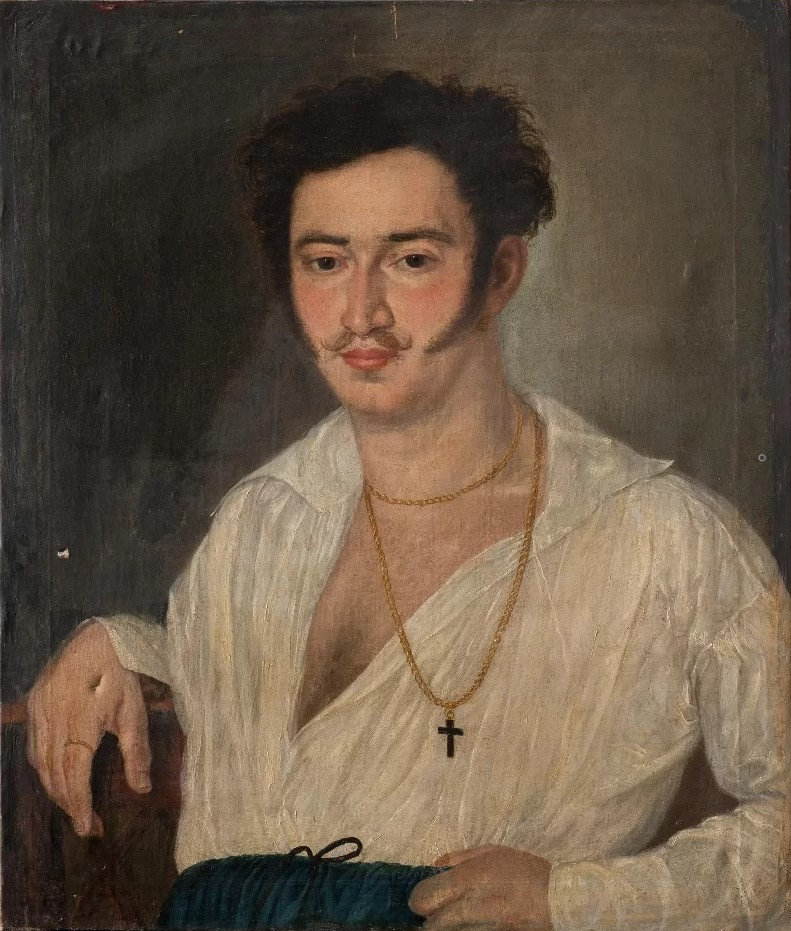
Петр Александрович, сын
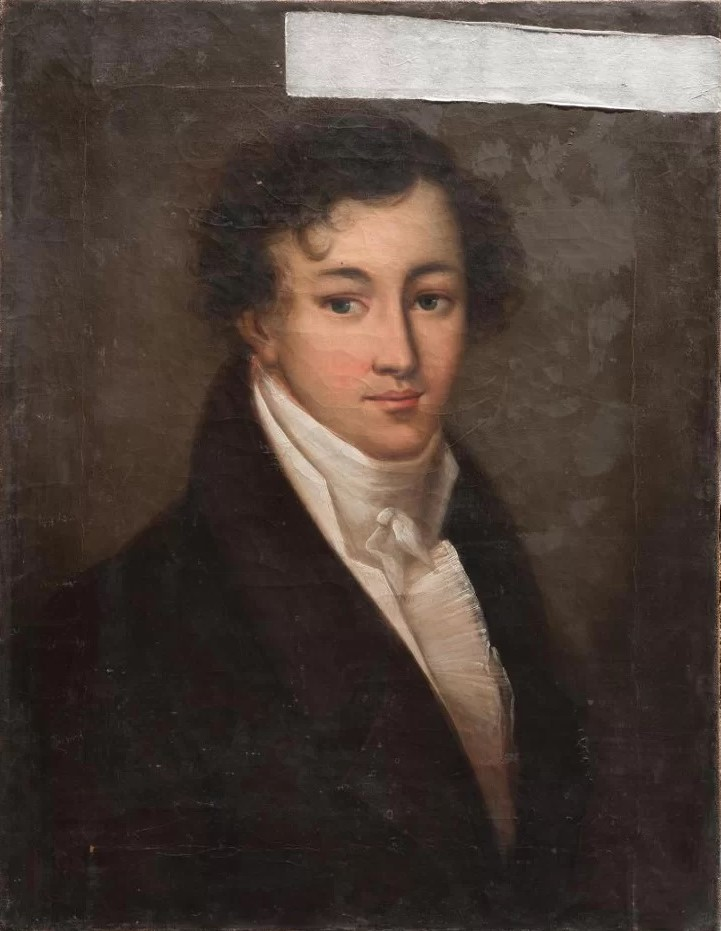
Семён Александрович, сын
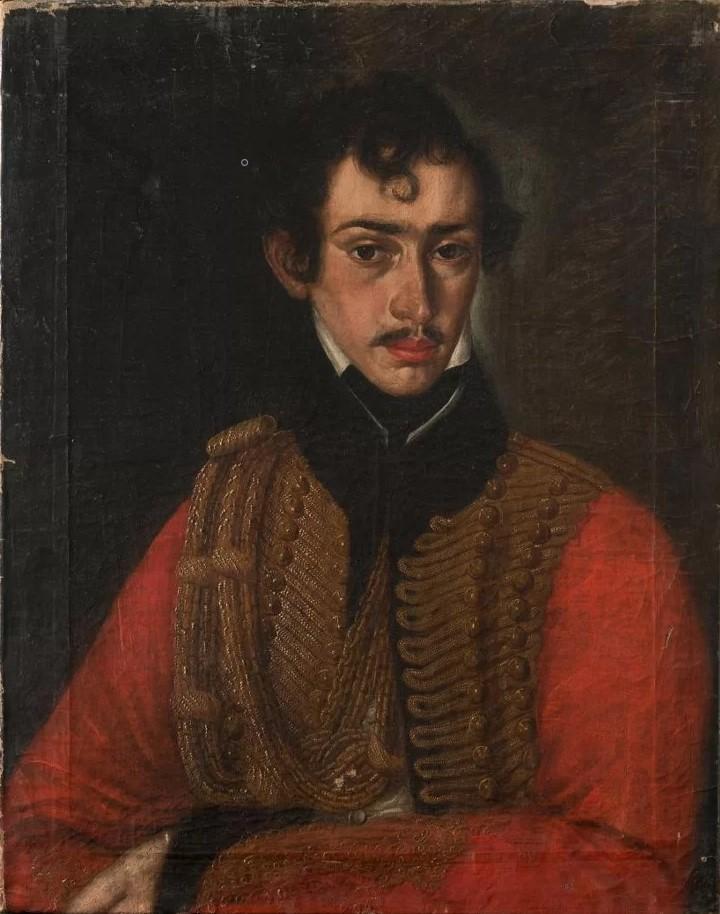
Павел Александрович, сын
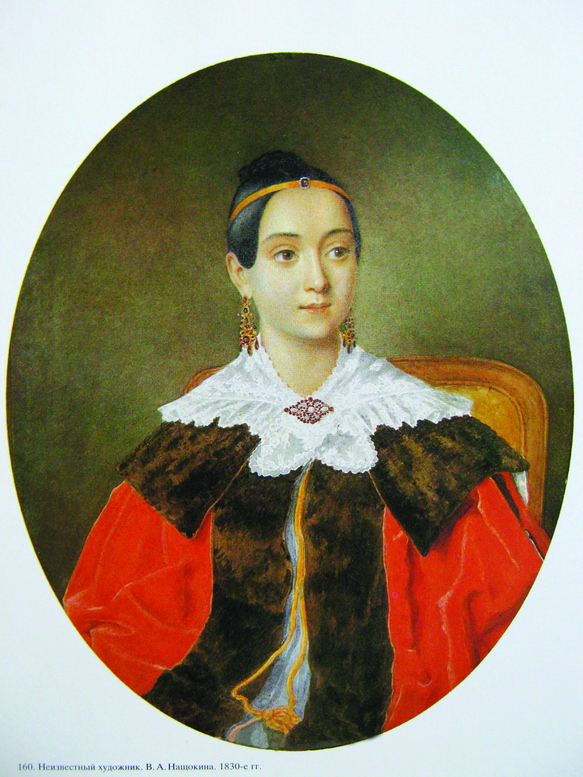
Вера Александровна, дочь
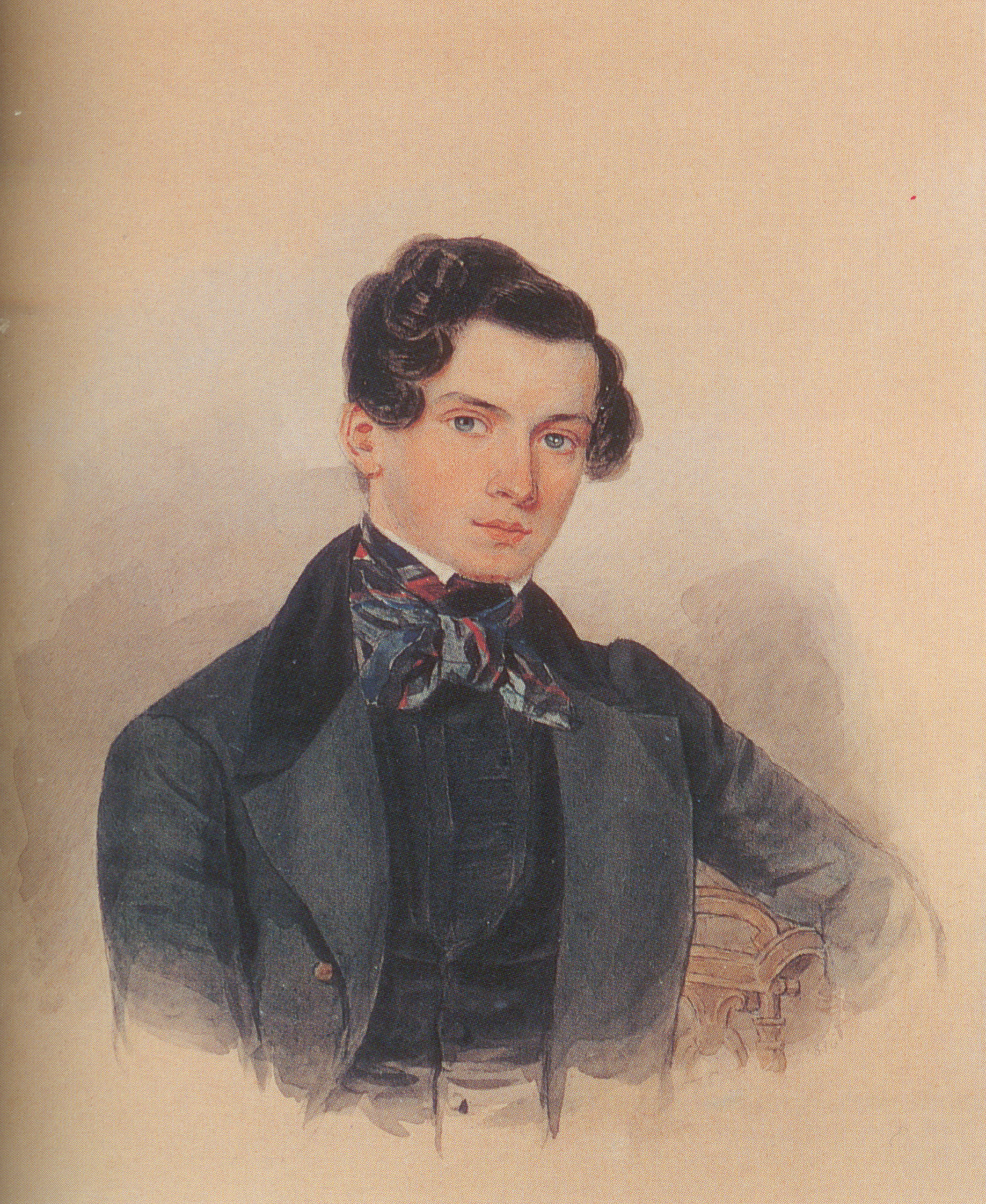
Лев Александрович, сын